# Dom Ben Guriona (Tel Awiw)
Dom Ben Guriona (hebr. ‏בית בן-גוריון‎, Beit Ben-Gurion) – muzeum znajdujące się w osiedlu Cafon Jaszan w Tel Awiwie, w Izraelu. W budynku tym, w latach 1931–1968 mieszkał pierwszy premier Izraela Dawid Ben Gurion ze swoją rodziną. Muzeum upamiętnia jego dziedzictwo i oddaje cześć udziałowi Ben Guriona w utworzenie Państwa Izrael.

## Historia
Budynek został wybudowany w latach 1930–1931 na ziemi zakupionej przez Żydowski Fundusz Narodowy. Wzniesiono go według projektu architekta Davida Tuvia, jako typowy dom robotniczy. W 1946 budynek rozbudowano, a w 1960 odnowiono.
W latach 1931–1968 mieszkał w nim pierwszy premier Izraela Dawid Ben Gurion ze swoją rodziną. Posiadał on jeszcze dom w kibucu Sede Boker oraz biuro premiera w Jerozolimie.
Po śmierci Ben Guriona (w 1973), 29 listopada 1974 dom po raz pierwszy otworzono dla publiczności. W 1976 podjęto decyzję o utworzeniu muzeum pamięci dziedzictwa Dawida Ben Guriona.

## Zbiory muzeum

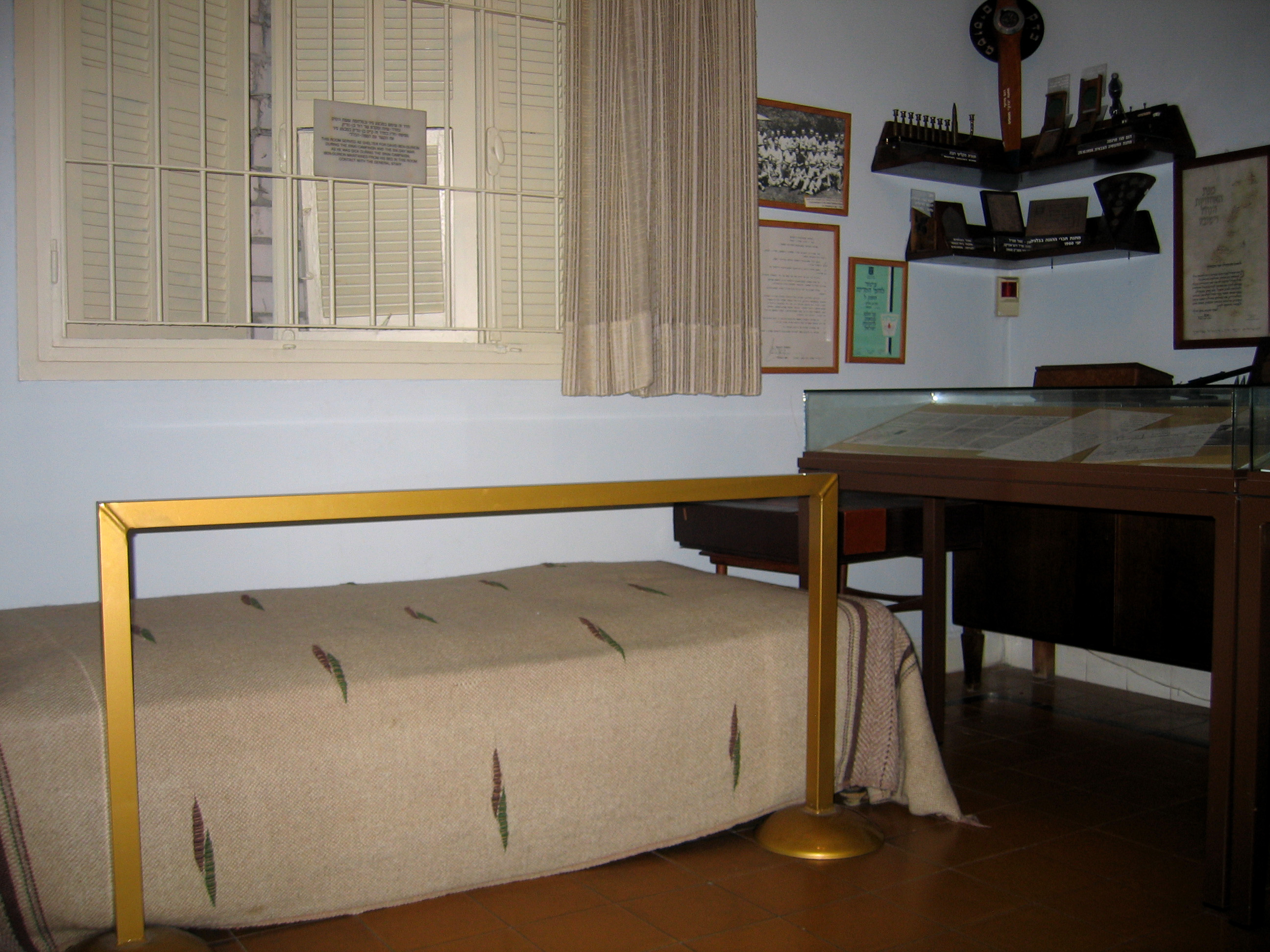
Pokój pracy Dawida Ben Guriona

Dom Ben Guriona został zachowany w takim stanie, jak wyglądał, gdy mieszkał w nim premier Dawid Ben Gurion.
Na parterze znajduje się sala modlitw. Pomieszczenie to podczas kryzysu sueskiego 1956 służyło jako sypialnia i schron. Podczas różnych kryzysowych zdarzeń, Ben Gurion spotykał się tutaj z szefem sztabu armii Mosze Dajanem.
Na piętrze znajdowały się rodzinne sypialnie, biblioteka i pokój pracy Ben Guriona. W pokoju tym był zainstalowany telefon z bezpośrednim połączeniem z Ministerstwem Obrony. W bibliotece, w dniu 13 maja 1948, Dawid Ben Gurion, Aharon Zisling, Jehuda Lejb Majmon i Mosze Szaret opracowali ostateczną wersję deklaracji niepodległości Izraela. Następnego dnia została ona ogłoszona w Domu Niepodległości przy ul. Rothschilda.

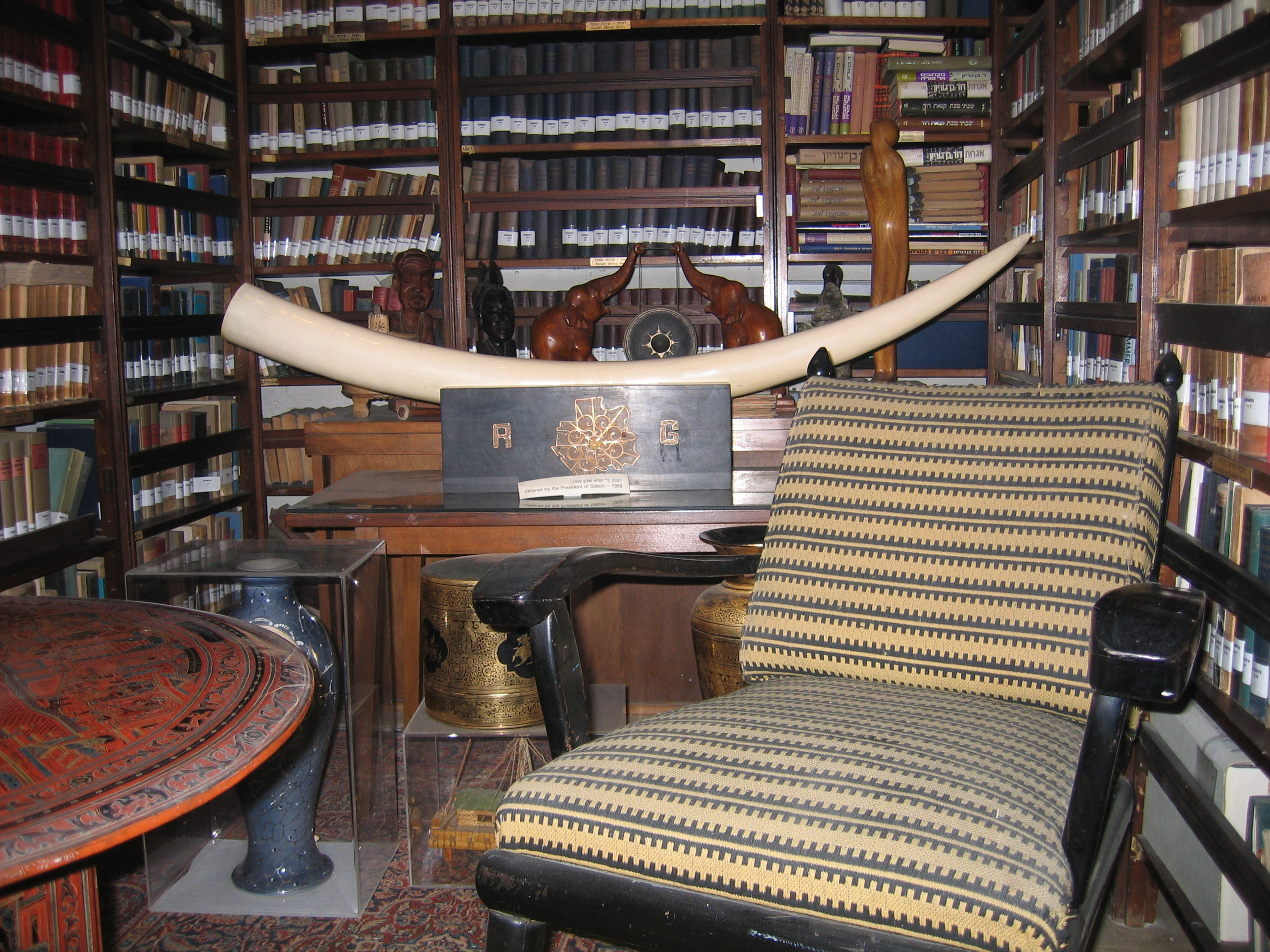
Biblioteka Ben Guriona

W bibliotece zgromadzono ponad 20 tys. książek w różnych językach: hebrajskim, angielskim, niemieckim, rosyjskim, francuskim, hiszpańskim i innych. Poruszają one tematykę Ziemi Izraela, Syjonizmu, historii, kultury, Biblii i wielu innych. Dostarczają one rozległej wiedzy o życiu i działalności Dawida Ben Guriona.